# تريستان فالنتين
تريستان فالنتين (بالفرنسية: Tristan Valentin)‏ ولد بتاريخ 23 فبراير 1982 في فرنسا، هو دراج فرنسي في صنف سباق الدراجات على الطريق.

## وصلات خارجية
- الموقع%20الرسمي

## روابط خارجية
- تريستان فالنتين على موقع الاتحاد الدولي للدراجات (الإنجليزية)
- تريستان فالنتين على موقع أرشيف الدراجات (الإنجليزية)
- تريستان فالنتين على موقع إحصائيات الدراجات الإحترافية (الإنجليزية)
- تريستان فالنتين على موقع نسبة الدراجات (الإنجليزية)